# NGC 7386
NGC 7386 ist eine linsenförmige Galaxie vom Hubble-Typ S0 im Sternbild Pegasus am Nordsternhimmel. Sie ist schätzungsweise 335 Millionen Lichtjahre von der Milchstraße entfernt und hat einen Durchmesser von etwa 175.000 Lj. Mit NGC 7387 bildet sie ein gravitativ gebundenes Galaxienpaar.
Im selben Himmelsareal befinden sich u. a. die Galaxien NGC 7383, NGC 7385, NGC 7389, NGC 7390.
Das Objekt wurde am 18. Oktober 1784 von William Herschel entdeckt.